# Kîsleak, Haisîn
Kîsleak (în ucraineană Кисляк) este un sat în comuna Karbivka din raionul Haisîn, regiunea Vinnița, Ucraina.

## Demografie
Componența lingvistică a localității Kîsleak
     Ucraineană (98,56%)
     Rusă (1,35%)
     Alte limbi (0,1%)
Conform recensământului din 2001, majoritatea populației localității Kîsleak era vorbitoare de ucraineană (98,56%), existând în minoritate și vorbitori de rusă (1,35%).